# Ahaja (rimska provinca)
Ahaja (latinsko: Achaea, grško: Αχαΐα  [Ahaˈia]), provinca Rimskega cesarstva, ki je obsegala Peloponez, vzhodno osrednjo Grčijo in dele Tesalije. Na severu je mejila na provinci Stari Epir in Makedonijo. Njeno ozemlje je Rimska republika priključila leta 146 pr. n. št., potem ko je rimski general Lucij Mumij izropal Korint in bil zato nagrajen z nadimkom Ahajik. Kot samostojna provinca je bila ustanovljena leta 27. pr. n. št., ko je bila izločena iz province Makedonije.
Spadala je med najbolj cvetoče in mirne dele rimskega sveta vse do pozne antike, ko je prvič doživela vdore barbarov. Provinca je kljub temu ostala uspešna in zelo urbanizirana, kar dokazujejo zapisi v Sinekdemu, geografskem delu iz 6. stoletja. Vdori Slovanov v 7. stoletju in njihova naselitev v notranjosti province so povzročili splošno uničenje in beg prebivalstva v utrjena mesta, na otoke in v Italijo. Ozemlje Ahaje, ki je ostalo v bizantinskih rokah, je bilo vključeno v temo Hellas (Grčija). 
Ahaja je bila senatska provinca brez vojaštva in legij in zato zelo prestižna in med senatorji zelo zaželeno mesto službovanja. Atene so bile glavno izobraževalno središče za cesarsko elito, s katerim se je lahko primerjala samo Aleksandrija, in eno od najpomembnejših mest v cesarstvu.

## Zgodovina
Grčijo kot senatsko provinco so šestdeset let upravljali neposredno iz Rima, nekatera mesta, med njimi Atene in Sparta, pa so obdržala svoja ozemlja in samoupravo. Leta 88 pr. n. št. se je pontski kralj Mitridat VI. Evpator uprl Rimu in dobil podporo mnogih grških mestnih držav. Rimske legije pod poveljstvom Lucija Kornelija Sule so Mitrijadov upor zatrle, leta 86 pr. n. št. izropale Atene, naslednje leto pa še Tebe. Rimsko kaznovanje vseh uporniških grških mest in vojaške operacije na grškem ozemlju so v osrednji Grčiji za seboj pustile popolno opustošenje in Ahaja je prenehala biti rimski trgovinski tekmec. Po porazu Marka Antonija in Kleopatre okoli leta 31 pr. n. št. je cesar Avgust iz Ahaje izločil Makedonijo, vendar je obdržala položaj senatske province, ki ga je imela v republiki. Leta 15 pr. n. št. je cesar Tiberij na pritožbe Ahaje zaradi slabega upravljanja senatskega prokonzula Ahajo in Makedonijo spremenil v cesarski provinci. Med Klavdijevimi reformami sta leta 44 n. št. ponovno postali senatski provinci.  Grčija si je počasi opomogla in dosegla višek med vladanjem helenofilskega cesarja Hadrijana (vladal 117-138), ki je skupaj z grškim učenjakom Herodom Atikom opravil obsežen obnovitveni program in obnovil Atene in mnogo drugih grških mest. 

## Gospodarstvo
V Ahaji so imeli bakrove, svinčeve in srebrove rudnike in proizvajali bron, četudi v manjšem obsegu kot v drugih rudnikih pod rimsko oblastjo, na primer v Noriku, Britaniji in Hispaniji. Cenjen je bil tudi marmor iz grških kamnolomov. Pomembno izvozno blago so bili v Rimu zelo cenjeni izobraženi grški sužnji, predvsem zdravniki in učitelji.  Ahaja je proizvajala tudi izdelke za domačo in osebno rabo, na primer pohištvo, lončevino, kozmetiko in tkanine ter oljke in oljčno olje, ki ga je izvažala po celem cesarstvu.

## Seznam poznanih guvernerjev
- Gaj Kulpinij Piso (1. stoletje)
- Vetij Agorij Pretekstat (okoli leta 364 kot prokonzul)